# ماك بينت (برنامج)
ماك بينت هو محرر رسم بياني لشاشه بيضاء، طوَّرته شركة أبل للكمبيوتر، وتم إطلاقة مع كمبيوتر ماكينتوش الأصلية الشخصية في 24 يناير 1984 . وتم بيعه بشكل منفصل بمبلغ 195 دولار أمريكي مع نسخة معالجة للورد، ماك رايت. ماك بينت كان محررا بارزاً، لأنه إستطاع توليد رسومات بيانية يمكن استخدامها بواسطة تطبيقات أخرى. عن طريق استخدام الفأرة وذاكرة التخزين المؤقتة ولغة الرسم السريع للصوره، يمكن قص الصور من محرر ماك بينت ولصقها إلى مستند ماك رايت.
النسخة الاصلية ل ماك بينت تم تطويرها بواسطة بيل أتكينسون، وهو عضو في فريق تطوير حاسوب ماكنتوش الاصليه. سميت النسخ الأولى المطوره من ماك بينت، باسم ماك سكيتش، والذي احتفظ بجزء من إسمه الأصل، ليزاسكيتش. وفيما بعد، طوَّرته كلاريس -الشركة الفرعية لشركة أبل للبرمجيات - والتي تم تكوينها في عام1987 . النسخة الأخيرة من ماك بينت كانت النسخة رقم 2.0 والتي أطلقت في عام 1988 ولكن تم توقيفها بواسطة شركة كلاريس في عام 1998 بسبب نقص المبيعات.

## التطوير
تم تأليف محرر ماك بينت بواسطة بيل اتكينسون؛ وهو عضو فريق تطوير في شركة أبل لحواسيب ماكينتوش الأصلية. وكانت النسخة الأصلية من ماك بينت، تتألف من 5,804 خط من مدونه أو كود لغة باسكال للكمبيوتر.وزادت بمقدار 2,738 خطوط من 68000 لغة مجمعة. الواجهة البينية لمستخدم ماك بينت تم تصميمها بواسطة سوسن كير؛ وهي أيضًا عضو في فريق حاسوب ماكينتوش. كير أيضًا هي من قامت باختبار بيتا لماك بينت قبل الإصدار.
محرر ماك بينت يستخدم اثنين مصدات لذاكرة شاشة التوقف لكي يتجنب الوميض المتقطع أو الارتعاش عند سحب الأشكال أو الصور عبر الشاشة. أحد هذه المصدات إحتوت البيكسلات الموجودة بالمستند، والأخرى إحتوت على البيكسلات في حالتها السابقة.المصد الثاني أستخدم كأساس لخاصية الإلغاء في البرمجيات. في إبريل 1983، تم تغيير الاسم البرمجي من ماك سكيتش إلى ماك بينت. النسخة الأصلية من ماك بينت تم برمجتها كواجهه بينيه ذات مستند فردي. وضعيات لوحة الوان الرسام واحجامها كانت غير قابله للتغيير مثلما كانت نافذه المستند.وهذا إختلف عن برمجيات حاسوب ماكينتوش الأخرى في ذالك الوقت والتي كانت تسمح للمستخدمين بنقل النوافذ وتغيير أحجامها.
النسخة الأصلية لماك بينت حقاً دمجت وظيفة التكبير المزدوج مع الرئيسي فقط. وبدلاً من وظيفة التكبير، تم استخدام نموذج تكبير خاص أطلق عليه الأجزاء الضخمه.هذه الفات بيتس أظهرت كل بيكسل كمستطيل بحدود بيضاء يمكن النقر عليه. طريقة تحرير الأجزاء الضخمه حددت المعيار لعدة محررات في المستقبل. محرر ماك بينت تضمن قائمة الجوديز والتي شملت أداة الفاتبيتس وهذه القائمة كانت قد سميت بقائمة الأدوات المساعدة في النسخ الذي سبقت الإطلاق، ولكن تم إعادة تسميتها بالجوديز، بعد أن زاد وعي العامة بوباء الإيدز في صيف 1983 .

## الإصدار وتاريخ النسخة
أول ما تم الإعلان عن محرر ماك بينت، في بروشور عباره عن نشره مكونه من 18 صفحه وذلك في شهر ديسمبر عام 1983، بعد الإعلان المبكر لماكنتوش K128. الحاسوب ماكنتوش تم إطلاقه في 24 يناير للعام 1984 مع تطبيقين هما ماك بينت وماك رايت. ومن أجل إصدار خاص لمجلة نيوز وييك الأمريكية قبل الانتخابات في نوفمبر 1984، فقد أنفقت شركة أبل أكثر من US$2.5 مليون لكي تشتري كل التسعة والثلاثين صفحه المعلنه عن القضية. وتضمن إعلان مجلة نيوز وييك العديد من الصفحات تكرست لشرح كيف عمل التطبيقان ماك بينت وماك رايت مع بعض. وبعد تنشيط التطبيقين، أشار ناقد في مجلة نيو يورك تايمز، إلى كيف أظهر محرر ماك بينت إمكانيات عديده للرسم البياني للكمبيوتر الشخصي؛ وأضاف قائلا «بأنه أفضل من أي شئ أخر من نوعه المقدم على الكمبيوترات الشخصية وذلك بعامل 10.»
أطلقت النسخة 2.0 من ماك بينت، في 11 يناير، 1988 بواسطة شركة كلاريس. وقد أضافت العديد من التحسينات للبرمجيات، من ضمنها القدرة على فتح واستخدام ما يصل إلى تسع مستندات في ان واحد. النسخة الاصلية لماك بينت عملت كتطبيق ذو مستند وحيد وبنافذه جامده وغير قابلة للنقل. بينما نسخة ماك بينت 2.0، ألغت هذا التحديد والقصور وقدمت نافذة مستند ذات وظيفة كليه، والتي يمكن أن يصل حجمها إلى 8 × 10. وكذلك تم تقديم العديد من المميزات الأخرى مثل أداة التكبير وأداة المساحة السحرية لإلغاء الأفعال والمستندات الجامدة. تم تطوير ماك بينت 2.0 بواسطة المطور ديفيد رامسي، من شركة كلاريس. وتم بيعه بمبلغ 125$US مع 25$US تحسين متوفرة للمستخدمين الحاليين لبرنامج ماك بينت. وفي عام 1989، توقفت شركة كلاريس عن تقديم الدعم الفني للنسخة الاصلية لماك بينت، كما توقفت عن بيع ماك بينت في بداية العام 1998 بسبب تقليص المبيعات. وقد كان هناك تحديث غير رسمي أطلق عليه ماك بينت إكس والذي هو بيتا 3.0، بشكل رئيسي للأشخاص الذين كانوا يتمنوا أن يكونوا قادرين على استخدام البرنامج.
منذو عام 2010، أصبحت لغة مصدر النسخة 1.3 من ماك بينت (والمؤلفه من مزيج من لغات برمجية مجمعه ولغة باسكال)، أصبحت متوفرة من خلال متحف تاريخ الكمبيوتر، بالإضافة إلى لغة الرسم السريع، ومكتبة لرسم المخططات البيانيه المجزءه نظرا للدعم المقدم من ستيف جوبس.
ألهمت برامج ماك بينت الشركات الأخرى لكي تصدر منتجات مشابهة لبرامج أخرى؛ وخلال عام واحد، حوالي نصف درزن من النسخ المتشابهة وجدت لأجل حاسب أبل 2 والحاسوب الشخصي لشركة. بعض منها تضمن برنامج Broderbund's Mouse Systems' لحاسوب أبل 2، وبرنامج Dazzle Draw IBM's Color للحاسوب الشخصي وأيضا برنامج PCPaint .IBM PCjr ل Paint

## تاريخ النسخة
| النسخة | تاريخ الاصدار  | معلومات الاصدار                  |
| ------ | -------------- | -------------------------------- |
| 1.0    | يناير 24, 1984 | اصدار اولي مع النظام البرمجي 1.0 |
| 1.3    | مايو 1984      | تم اصدارة مع النظام البرمجي 1.1  |
| 1.4    | سبتمبر 1984    | اصدر مع حاسوب ماكنتوش 512K       |
| 1.5    | ابريل 1985     | اصدر مع النظام البرمجي 2.0       |
| 2.0    | يناير 1988     | اخر اصدار                        |

## روابط خارجية
- تطور ماك بينت من folklore.org
- الكود المصدري لـ lh; fdkj في متحف تاريخ الكمبيوتر
- Macpaint.org ، مجموعة تاريخية من صور Macpaint
- طبعة HTML5 من ماك بينت